# Thomas Schelling
Thomas Crombie Schelling (Oakland, 14 aprile 1921 – Bethesda, 13 dicembre 2016) è stato un economista statunitense, professore di politica estera, sicurezza nazionale, strategie nucleari e controllo degli armamenti all'Università del Maryland.
Nel 2005 gli è stato conferito il premio Nobel condiviso con Robert Aumann "per aver fatto avanzare la nostra comprensione del conflitto e della cooperazione tramite la Teoria dei giochi".

## Biografia
Schelling è nato nell'aprile 1921 a Oakland, in California. Ha ricevuto la laurea (bachelor's degree) in economia all'Università della California - Berkeley, nel 1944. Ha ricevuto il PhD in economia all'Università Harvard nel 1948.
Ha lavorato per il Piano Marshall in Europa, alla Casa Bianca, e all'Ufficio Esecutivo del Presidente dal 1948 al 1953. Scrisse gran parte della sua tesi sugli introiti nazionali lavorando di notte mentre era in Europa. Lasciò il governo per entrare nella facoltà di Economia dell'Università Yale, e nel 1958 divenne professore di Economia a Harvard. Nel 1969 entrò nella John F. Kennedy School of Government dell'Università Harvard, dove è stato professore di economia politica. Fu tra i "padri fondatori" della "moderna" Kennedy School, poiché contribuì a spostare l'enfasi del curriculum dall'amministrazione verso la leadership.
Il presidente Jimmy Carter, nel 1980, lo inserì nella Commissione per lo studio del riscaldamento globale. Nel 1990 ha lasciato Harvard ed è entrato a far parte della School of Public Policy dell'Università del Maryland e del Dipartimento di Economia dell'Università del Maryland. Nel 1991 accettò la presidenza dell'American Economic Association, organizzazione di cui era anche Distinguished Fellow. Nel 1995 ha accettato la presidenza della Eastern Economic Association. Tra il 1994 e il 1999 ha svolto attività di ricerca presso l'International Institute for Applied Systems Analysis (IIASA), a Laxenburg, in Austria.
Il libro più famoso di Schelling, La strategia del conflitto (The Strategy of Conflict, 1960), è stato il primo studio sulla contrattazione e sui comportamenti strategici. In questo libro introduce il concetto di "punto focale", detto anche "punto di Schelling" e il dilemma della sicurezza. Nel 1995, The Strategy of Conflict è stato inserito tra i cento libri che hanno avuto maggiore influenza sul mondo occidentale dopo la seconda guerra mondiale. 
La teoria economica di Schelling sulla guerra è stata estesa in Arms and Influence (1966).
Schelling è morto a 95 anni il 13 dicembre 2016 a Bethesda, nel Maryland, per complicazioni a seguito di una frattura dell'anca.

## Vita privata
Schelling è stato sposato con Corinne Tigay Saposs dal 1947 al 1991; dal matrimonio quattro figli. Più tardi, nel 1991, sposò Alice M. Coleman, madre già di due figli.
La famiglia di Schelling ha messo all'asta la sua medaglia del premio Nobel, ottenendo 187.000 dollari. Hanno donato questo denaro al Southern Poverty Law Center, un'organizzazione no profit di estrema sinistra che prende di mira conservatori e difensori dei diritti civili attraverso contenziosi. Alice Schelling ha detto che suo marito aveva accreditato Smoky the Cowhorse di Will James, il vincitore della Newbery Medal nel 1927, come il libro più influente che avesse letto.

## Opere principali
- National income behavior; an introduction to algebraic analysis, New York, McGraw-Hill, 1951.
- International economics, Boston, Allyn and Bacon, 1958.
- The Strategy of Conflict , Cambridge, Harvard University Press, 1960. Trad. it.: La strategia del conflitto, Milano, Bruno Mondadori, 2008. ISBN 978-88-615-9164-6.
- Strategy and arms control, con Morton H. Halperin, New York, The twentieth century fund, 1961. Trad. it.: Strategia e controllo degli armamenti, Bologna, Il mulino, 1962.
- Arms and Influence, New Haven, Yale University Press, 1966. Trad. it.: La diplomazia della violenza, Bologna, Il mulino, 1968.
- Models of segregation, Santa Monica, Rand Corporation, 1969.
- Micromotives and Macrobehavior, New York, W. W. Norton and Co., 1978. Trad. it.: Micromotivazioni della vita quotidiana, Milano, Bompiani, 2008. ISBN 978-88-452-6114-5.
- Thinking through the energy problem, New York, Committee for Economic Development, 1979.
- Incentives for environmental protection, Cambridge, Mass., MIT Press, 1983.
- Choice and consequence, Cambridge, Mass., Harvard University Press, 1984.
- Strategies of commitment and other essays, Cambridge, Mass., Harvard University Press, 2006.